# Ramón Márquez Carrillo
Ramón Márquez Carrillo (Guadalajara, 29 maart 1914 - Guadalajara, 22 mei 1997) was een Mexicaanse componist en muziekleraar, geboren en overleden in Guadalajara, Jalisco. Hij was stichtend lid van de Sociedad de Autores y Compositores de México.

## Biografie
Als zoon van Jesús Márquez Valdés en María Carrillo de Márquez werd hij op 29 maart 1914 geboren in Guadalajara. Hij studeerde compositie, piano, trompet en trombone aan het Nationaal Muziekconservatorium van Mexico. Later voltooide hij een cursus orkestdirectietechniek en instrumentatie aan de muziekfaculteit van de Nationale Autonome Universiteit van Mexico.
Hij begon als uitvoerend musicus te werken in 1934, bij het UNAM Filharmonisch Orkest, en dirigeerde later enkele militaire muziekkorpsen, waarmee hij zijn eerste composities en arrangementen presenteerde. Hij vormde zijn eigen orkest waarmee hij meer dan 80 langspeelplaten en 300 singles opnam. Hij maakte werkreizen naar Zuid-Amerika, de Verenigde Staten, Europa en Japan.
Binnen het populaire genre heeft Ramón Márquez meer dan 100 werken van zijn hand gecomponeerd. Een ritme van zijn creatie was de zogenaamde Chivirico. Hij maakte ook de Merequetengue, een ander ritme dat hij creëerde en dat veel succes oogstte.
Enkele van zijn meest succesvolle werken zijn Las clases de chachachá (met Sergio Marmolejo), Sin preocupación, Mentirosa en andere werken waarmee hij de wereld mee heeft rondgereisd.
Hij ontwikkelde enkele muzikale onderwijsmethoden: Tratado de Instrumentación, Método para instrumentos de boquilla circular, Ritmos de Latinoamérica, Armonía Moderna, Composición de canciones populares en La evolución de la música bailable. Hij schreef ook Los derechos del ejecutante en Diccionario Autoral.
Ramón Márquez was stichtend lid van de Sociedad de Autores y Compositores de México (SACM); de Sindicato Único de Trabajadores de la Música (STUM); de Asociación Mexicana de Directores de Orquesta (AMDO); de Asociación Mexicana de Promotores y Editores de Música (AMPEM); de Federación Latino Americana de Intérpretes y Ejecutantes (FLAIE); en de Federación Mexicana de Sociedades Autorales y Conexos (FEMESAC). Ook was hij was lid van de Asociación Nacional de Intérpretes (ANDI), van de Sociedad General de Escritores de México (SOGEM), en stichtte met zijn broers de eerste Mexicaanse muziekuitgeverij.
Ramón Márquez Carrillo overleed in zijn geboorteplaats op 22 mei 1997.